# Список серій мультсеріалу «Сімпсони» (з 21 сезону)
Мультсеріал «Сімпсони» складається із 36 повних сезонів і налічує 790 серій. Трансляція 36 сезону закінчилася 18 травня 2025 року. Мультсеріал виходить на телеканалі «Fox» із 17 грудня 1989 року, і стриммінгу «Disney+» із 17 грудня 2024 року.

## Огляд серіалу
| Сезон | Сезон                        | Кількість серій              | Оригінальна дата показу | Оригінальна дата показу | Рейтинг Нільсена                           | Рейтинг Нільсена | Рейтинг Нільсена |
| Сезон | Сезон                        | Кількість серій              | Прем’єра сезону         | Фінал сезону            | Кількість домогосподарств / глядачів (млн) | Ранк             | Рейтинг          |
| ----- | ---------------------------- | ---------------------------- | ----------------------- | ----------------------- | ------------------------------------------ | ---------------- | ---------------- |
|       | 1                            | 13                           | 17 грудня 1989          | 13 травня 1990          | 13,4 млн домогосподарств                   | 30               | 14.5             |
|       | 2                            | 22                           | 11 жовтня 1990          | 11 липня 1991           | 12,2 млн домогосподарств                   | 38               | Н/Д              |
|       | 3                            | 24                           | 19 вересня 1991         | 27 серпня 1992          | 12 млн домогосподарств                     | 33               | Н/Д              |
|       | 4                            | 22                           | 24 вересня 1992         | 13 травня 1993          | 12,1 млн домогосподарств                   | 30               | 13.0             |
|       | 5                            | 22                           | 30 вересня 1993         | 19 травня 1994          | 10,5 млн домогосподарств                   | 53               | Н/Д              |
|       | 6                            | 25                           | 4 вересня 1994          | 21 травня 1995          | 9 млн домогосподарств                      | 67               | Н/Д              |
|       | 7                            | 25                           | 17 вересня 1995         | 19 травня 1996          | 8 млн домогосподарств                      | 75               | Н/Д              |
|       | 8                            | 25                           | 27 жовтня 1996          | 18 травня 1997          | 8,6 млн домогосподарств                    | 53               | Н/Д              |
|       | 9                            | 25                           | 21 вересня 1997         | 17 травня 1998          | 9,1 млн домогосподарств                    | 30               | 9.2              |
|       | 10                           | 23                           | 23 серпня 1998          | 16 травня 1999          | 7,9 млн домогосподарств                    | 46               | Н/Д              |
|       | 11                           | 22                           | 26 вересня 1999         | 21 травня 2000          | 8,2 млн домогосподарств                    | 44               | Н/Д              |
|       | 12                           | 21                           | 1 листопада 2000        | 20 травня 2001          | 14,7 млн глядачів                          | 21               | Н/Д              |
|       | 13                           | 22                           | 6 листопада 2001        | 22 травня 2002          | 12,4 млн глядачів                          | 30               | Н/Д              |
|       | 14                           | 22                           | 3 листопада 2002        | 18 травня 2003          | 13,4 млн глядачів                          | 25               | Н/Д              |
|       | 15                           | 22                           | 2 листопада 2003        | 23 травня 2004          | 10,6 млн глядачів                          | 42               | Н/Д              |
|       | 16                           | 21                           | 7 листопада 2004        | 15 травня 2005          | 9,6 млн глядачів                           | 52               | Н/Д              |
|       | 17                           | 22                           | 11 вересня 2005         | 21 травня 2006          | 9,1 млн глядачів                           | 62               | 3.2              |
|       | 18                           | 22                           | 10 вересня 2006         | 20 травня 2007          | 8,6 млн глядачів                           | 60               | 4.1              |
|       | 19                           | 20                           | 23 вересня 2007         | 18 травня 2008          | 8 млн глядачів                             | 87               | Н/Д              |
|       | 20                           | 21                           | 28 вересня 2008         | 17 травня 2009          | 6,9 млн глядачів                           | 77               | Н/Д              |
|       | 21                           | 23                           | 27 вересня 2009         | 23 травня 2010          | 7,2 млн глядачів                           | 61               | 3.4              |
|       | 22                           | 22                           | 26 вересня 2010         | 22 травня 2011          | 7,3 млн глядачів                           | 65               | 3.3              |
|       | 23                           | 22                           | 25 вересня 2011         | 20 травня 2012          | 7 млн глядачів                             | 69               | 3.3              |
|       | Найдовший день Меґґі         | Найдовший день Меґґі         | 14 липня 2012           | 14 липня 2012           | Н/Д                                        | Н/Д              | Н/Д              |
|       | 24                           | 22                           | 30 вересня 2012         | 19 травня 2013          | 6,3 млн глядачів                           | 70               | 2.9              |
|       | 25                           | 22                           | 29 вересня 2013         | 18 травня 2014          | 5,6 млн глядачів                           | 81               | Н/Д              |
|       | 26                           | 22                           | 28 вересня 2014         | 17 травня 2015          | 5,6 млн глядачів                           | 100              | 2.6              |
|       | 27                           | 22                           | 27 вересня 2015         | 22 травня 2016          | 4,7 млн глядачів                           | 102              | 2.1              |
|       | 28                           | 22                           | 25 вересня 2016         | 21 травня 2017          | 4,8 млн глядачів                           | 92               | 2.1              |
|       | 29                           | 21                           | 1 жовтня 2017           | 20 травня 2018          | 4,1 млн глядачів                           | 122              | 1.7              |
|       | 30                           | 23                           | 30 вересня 2018         | 12 травня 2019          | 3.7 млн глядачів                           | 126              | 1.4              |
|       | 31                           | 22                           | 29 вересня 2019         | 17 травня 2020          | 3 млн глядачів                             | 103              | 1.1              |
|       | Час грати з долею            | Час грати з долею            | 6 березня 2020          | 6 березня 2020          | Н/Д                                        | Н/Д              | Н/Д              |
|       | 32                           | 22                           | 27 вересня 2020         | 23 травня 2021          | 2,4 млн глядачів                           | 117              | 0.8              |
|       | 33                           | 22                           | 26 вересня 2021         | 22 травня 2022          | 2,3 млн глядачів                           | 98               | 0.7              |
|       | Короткометражки на «Disney+» | Короткометражки на «Disney+» | 4 травня 2021           | В очікуванні            | Н/Д                                        | Н/Д              | Н/Д              |
|       | 34                           | 22                           | 25 вересня 2022         | 21 травня 2023          | 2,1 млн глядачів                           | 98               | 0.65             |
|       | 35                           | 18                           | 1 жовтня 2023           | 19 травня 2024          | 2 млн. глядачів                            | 106              | 0.58             |
|       | 36                           | 22                           | 29 вересня 2024         | 18 травня 2025          | В очікуванні                               | В очікуванні     | В очікуванні     |
|       | 37                           | В очікуванні                 | 28 вересня 2025         | В очікуванні            | В очікуванні                               | В очікуванні     | В очікуванні     |

## Список сезонів

### Сезон 21 (2009—2010)
| № серії (загалом) | № серії (в сезоні) | Назва серії | Режисер(и)                   | Сценарист(и)                     | Оригінальна дата показу | Код серії | Глядачів в США (млн) |
| ----------------- | ------------------ | --- | ---------------------------- | -------------------------------- | ----------------------- | --------- | -------------------- |
| 442               | 1                  | «Homer the Whopper» «Гомер — громадище»                                                                                | Ленс Крамер                  | Сет Роґен і Еван Голдберг        | 27 вересня 2009         | LABF13    | 8.21                 |
| 443               | 2                  | «Bart Gets a «Z»» «Барт отримує одиницю»                                                                               | Марк Кіркланд                | Метт Селман                      | 4 жовтня 2009           | LABF15    | 9.32                 |
| 444               | 3                  | «The Great Wife Hope» «Надія великої дружини»                                                                          | Метью Фонан                  | Керолін Омайн                    | 11 жовтня 2009          | LABF16    | 7.50                 |
| 445               | 4                  | «Treehouse of Horror XX» «Хатка жахів. Геллоуїн із Сімпсонами XX»                                                      | Майк Андерсон і Метью Шофілд | Деніел Чун                       | 18 жовтня 2009          | LABF14    | 8.59                 |
| 446               | 5                  | «The Devil Wears Nada» «Диявол нічого не носить»                                                                       | Ненсі Круз                   | Тім Лонг                         | 15 листопада 2009       | LABF17    | 9.04                 |
| 447               | 6                  | «Pranks and Greens» «Пустощі та зелень»                                                                                | Чак Шітс                     | Джефф Вестбрук                   | 22 листопада 2009       | LABF18    | 7.03                 |
| 448               | 7                  | «Rednecks and Broomsticks» «Селюки та мітли»                                                                           | Боб Андерсон і Роб Олівер    | Кевін Карен                      | 29 листопада 2009       | LABF19    | 9.02                 |
| 449               | 8                  | «O Brother, Where Bart Thou?» «О, брате, де ж ти, Барте?»                                                              | Стівен Дін Мур               | Метт Селман                      | 13 грудня 2009          | MABF01    | 7.11                 |
| 450               | 9                  | «Thursdays with Abie» «Четверги з Ейбом»                                                                               | Майкл Полчіно                | Дон Пейн і Мітчелл Глейзер       | 3 січня 2010            | MABF02    | 8.65                 |
| 451               | 10                 | «Once Upon a Time in Springfield» «Одного разу у Спрінґфілді»                                                          | Метью Настюк                 | Стефані Гілліс                   | 10 січня 2010           | LABF20    | 14.62                |
| —                 | —                  | «Special The Simpsons 20th Anniversary Special In 3-D! On Ice!» «Спецвипуск до 20-річчя «Сімпсонів» — У 3D! На льоду!» | Морган Спарлок               | Морган Спарлок                   | 10 січня 2010           | —         | 5.11                 |
| 452               | 11                 | «Million Dollar Maybe» «Можливо, на мільйон доларів»                                                                   | Кріс Клементс                | Білл Оденкерк                    | 31 січня 2010           | MABF03    | 5.11                 |
| 453               | 12                 | «Boy Meets Curl» «Хлопчик зустрічає керлінг»                                                                           | Чак Шітс                     | Роб Лазебник                     | 14 лютого 2010          | MABF05    | 5.87                 |
| 454               | 13                 | «The Color Yellow» «Кольори жовтого»                                                                                   | Реймонд Персі                | Біллі Кімбол та Ієн Макстон-Ґрем | 21 лютого 2010          | MABF06    | 6.08                 |
| 455               | 14                 | «Postcards From the Wedge» «Листівки з розлучення»                                                                     | Марк Кіркланд                | Браян Келлі                      | 14 березня 2010         | MABF04    | 5.23                 |
| 456               | 15                 | «Stealing First Base» «Вкрав перший поцілунок»                                                                         | Стівен Дін Мур               | Джон Фрінк                       | 21 березня 2010         | MABF07    | 5.69                 |
| 457               | 16                 | «The Greatest Story Ever D'ohed» «Найвеличніша історія з усіх провалених»                                              | Майкл Полчіно                | Кевін Карен                      | 28 березня 2010         | MABF10    | 5.69                 |
| 458               | 17                 | «American History X-cellent» «Американська історія Ікс (чудова)»                                                       | Боб Андерсон                 | Майкл Прайс                      | 11 квітня 2010          | MABF08    | 5.65                 |
| 459               | 18                 | «Chief of Hearts» «Шеф сердець»                                                                                        | Кріс Клементс                | Керолін Омайн і Вільям Райт      | 18 квітня 2010          | MABF09    | 5.93                 |
| 460               | 19                 | «The Squirt and the Whale» «Бризки та кит»                                                                             | Марк Кіркланд                | Метт Ворбертон                   | 25 квітня 2010          | MABF14    | 5.94                 |
| 461               | 20                 | «To Surveil With Love» «Шпигувати з любов'ю»                                                                           | Ленс Крамер                  | Майкл Наборі                     | 2 травня 2010           | MABF12    | 6.06                 |
| 462               | 21                 | «Moe Letter Blues» «Блюз про лист Мо»                                                                                  | Метью Настюк                 | Стефані Гілліс                   | 9 травня 2010           | MABF13    | 5.66                 |
| 463               | 22                 | «The Bob Next Door» «Боб по сусідству»                                                                                 | Ненсі Круз                   | Джон Фрінк                       | 16 травня 2010          | MABF11    | 6.26                 |
| 464               | 23                 | «Judge Me Tender» «Суди мене ніжно»                                                                                    | Стівен Дін Мур               | Ден Гріні й Аллен Глайзер        | 23 травня 2010          | MABF15    | 5.74                 |

### Сезон 22 (2010—2011)
| № серії (загалом) | № серії (в сезоні) | Назва серії                                                                | Режисер(и)                  | Сценарист(и)                     | Оригінальна дата показу | Код серії | Глядачів в США (млн) |
| ----------------- | ------------------ | -------------------------------------------------------------------------- | --------------------------- | -------------------------------- | ----------------------- | --------- | -------------------- |
| 465               | 1                  | «Elementary School Musical» «Мюзикл початкової школи»                      | Марк Кіркланд               | Тім Лонг                         | 26 вересня 2010         | MABF21    | 7.75                 |
| 466               | 2                  | «Loan-a Lisa» «Кредито-Ліса»                                               | Метью Фонан                 | Валентина Гарза                  | 3 жовтня 2010           | MABF17    | 8.59                 |
| 467               | 3                  | «MoneyBart» «Барт, який змінив усе»                                        | Ненсі Круз                  | Тім Лонг                         | 10 жовтня 2010          | MABF18    | 6.72                 |
| 468               | 4                  | «Treehouse of Horror XXI» «Хатка жахів. Геллоуїн із Сімпсонами XXI»        | Боб Андерсон                | Джоел Коен                       | 7 листопада 2010        | MABF16    | 8.19                 |
| 469               | 5                  | «Lisa Simpson, This Isn't Your Life» «Лісо Сімпсон, це не твоє життя»      | Метью Настюк                | Джоел Коен                       | 14 листопада 2010       | MABF20    | 8.97                 |
| 470               | 6                  | «The Fool Monty» «Дурний Монті»                                            | Стівен Дін Мур              | Майкл Прайс                      | 21 листопада 2010       | NABF01    | 6.58                 |
| 471               | 7                  | «How Munched Is That Birdie in the Window?» «Як з'їли ту пташку на вікні?» | Майкл Полчіно               | Кевін Карен                      | 28 листопада 2010       | NABF02    | 9.38                 |
| 472               | 8                  | «The Fight Before Christmas» «Бій проти Різдва»                            | Боб Андерсон і Метью Шофілд | Ден Касталланета і Деб Лакуста   | 5 грудня 2010           | MABF22    | 9.54                 |
| 473               | 9                  | «Donnie Fatso» «Донні Товстун»                                             | Ральф Соса                  | Кріс Клуес                       | 12 грудня 2010          | MABF19    | 7.18                 |
| 474               | 10                 | «Moms I'd Like to Forget» «Мами, яких я хотів би забути»                   | Кріс Клементс               | Браян Келлі                      | 9 січня 2011            | NABF03    | 12.60                |
| 475               | 11                 | «Flaming Moe» «Полум’яний Мо»                                              | Чак Шітс                    | Метт Селман                      | 16 січня 2011           | NABF04    | 6.47                 |
| 476               | 12                 | «Homer the Father» «Гомер – батько»                                        | Марк Кіркланд               | Джоел Коен                       | 23 січня 2011           | NABF05    | 5.12                 |
| 477               | 13                 | «The Blue and the Gray» «Синє і сіре»                                      | Боб Андерсон                | Роб Лазебник                     | 13 лютого 2011          | NABF06    | 5.16                 |
| 478               | 14                 | «Angry Dad: The Movie» «Злий тато у кіно»                                  | Метью Настюк                | Джон Фрінк                       | 20 лютого 2011          | NABF07    | 6.35                 |
| 479               | 15                 | «The Scorpion's Tale» «Казка скорпіона»                                    | Метью Шофілд                | Біллі Кімбол та Ієн Макстон-Ґрем | 6 березня 2011          | NABF08    | 6.20                 |
| 480               | 16                 | «A Midsummer's Nice Dream» «Прекрасний літній сон»                         | Стівен Дін Мур              | Ден Касталланета і Деб Лакуста   | 13 березня 2011         | NABF09    | 5.44                 |
| 481               | 17                 | «Love Is a Many Strangled Thing» «Кохання — це щось дуже задушливе»        | Майкл Полчіно               | Білл Оденкерк                    | 27 березня 2011         | NABF10    | 6.14                 |
| 482               | 18                 | «The Great Simpsina» «Велика Сімпсіна»                                     | Кріс Клементс               | Метт Ворбертон                   | 10 квітня 2011          | NABF11    | 5.00                 |
| 483               | 19                 | «The Real Housewives of Fat Tony» «Справжні домогосподарки Жирного Тоні»   | Ленс Крамер                 | Дик Бласуччі                     | 1 травня 2011           | NABF12    | 6.10                 |
| 484               | 20                 | «Homer Scissorhands» «Гомер Руки-ножиці»                                   | Марк Кіркланд               | Пітер Гаффні та Стів Вікстен     | 8 травня 2011           | NABF13    | 5.48                 |
| 485               | 21                 | «500 Keys» «500 ключів»                                                    | Боб Андерсон                | Джон Фрінк                       | 15 травня 2011          | NABF14    | 6.00                 |
| 486               | 22                 | «The Ned-Liest Catch» «Вилов Неда»                                         | Чак Шітс                    | Джефф Вестбрук                   | 22 травня 2011          | NABF15    | 5.25                 |

### Сезон 23 (2011—2012)
| № серії (загалом) | № серії (в сезоні) | Назва серії                                                                                              | Режисер(и)     | Сценарист(и)                     | Оригінальна дата показу | Код серії | Глядачів в США (млн) |
| ----------------- | ------------------ | --- | -------------- | -------------------------------- | ----------------------- | --------- | -------------------- |
| 487               | 1                  | «The Falcon and the D'ohman» «Агент Сокіл і чортова людина»                                              | Метью Настюк   | Джастін Гурвіц                   | 25 вересня 2011         | NABF16    | 8,08                 |
| 488               | 2                  | «Bart Stops to Smell the Roosevelts» «Барт зупиняється, щоб відчути дух Рузвельтів»                      | Стівен Дін Мур | Тім Лонг                         | 2 жовтня 2011           | NABF17    | 6,19                 |
| 489               | 3                  | «Treehouse of Horror XXII» «Хатка жахів. Геллоуїн із Сімпсонами XXII»                                    | Метью Фонан    | Керолін Омайн                    | 30 жовтня 2011          | NABF19    | 8,1                  |
| 490               | 4                  | «Replaceable You» «Вас можна замінити»                                                                   | Марк Кіркланд  | Стефані Гілліс                   | 6 листопада 2011        | NABF21    | 8                    |
| 491               | 5                  | «The Food Wife» «Дружина-гурманка»                                                                       | Тімоті Бейлі   | Метт Селман                      | 13 листопада 2011       | NABF20    | 7,5                  |
| 492               | 6                  | «The Book Job» «Операція „Книга“»                                                                        | Боб Андерсон   | Ден Веббер                       | 20 листопада 2011       | NABF22    | 5,77                 |
| 493               | 7                  | «The Man in the Blue Flannel Pants» «Чоловік у синіх фланелевих штанах»                                  | Стівен Дін Мур | Джефф Вестбрук                   | 27 листопада 2011       | PABF01    | 5,61                 |
| 494               | 8                  | «The Ten-Per-Cent Solution» «Десяти-від-соткове рішення»                                                 | Майкл Полчіно  | Ден Касталланета і Деб Лакуста   | 4 грудня 2011           | PABF02    | 9                    |
| 495               | 9                  | «Holidays of Future Passed» «Свята майбутнього минулого»                                                 | Роб Олівер     | Дж. Стюарт Бернс                 | 11 грудня 2011          | NABF18    | 6,43                 |
| 496               | 10                 | «Politically Inept, with Homer Simpson» «Політичні дурниці з Гомером Сімпсоном»                          | Марк Кіркланд  | Джон Фрінк                       | 8 січня 2012            | PABF03    | 5,07                 |
| 497               | 11                 | «The D'oh-cial Network» «Чортова мережа»                                                                 | Кріс Клементс  | Дж. Стюарт Бернс                 | 15 січня 2012           | PABF04    | 11,48                |
| 498               | 12                 | «Moe Goes from Rags to Riches» «Мо йде від шмат до багатств»                                             | Боб Андерсон   | Тім Лонг                         | 29 січня 2012           | PABF05    | 5,1                  |
| 499               | 13                 | «The Daughter Also Rises» «І дочка сходить»                                                              | Чак Шітс       | Роб Лазебник                     | 12 лютого 2012          | PABF06    | 4,26                 |
| 500               | 14                 | «At Long Last Leave» «Нарешті, пішли»                                                                    | Метью Настюк   | Майкл Прайс                      | 19 лютого 2012          | PABF07    | 5,77                 |
| 501               | 15                 | «Exit Through the Kwik-E-Mart» «Вихід через „Квікі-март“»                                                | Стівен Дін Мур | Марк Вілмор                      | 4 березня 2012          | PABF09    | 5,09                 |
| 502               | 16                 | «How I Wet Your Mother» «Як я обмочив вашу маму»                                                         | Ленс Крамер    | Біллі Кімбол та Ієн Макстон-Ґрем | 11 березня 2012         | PABF08    | 4,97                 |
| 503               | 17                 | «Them, Robot» «Їх, робот»                                                                                | Майкл Полчіно  | Майкл Прайс                      | 18 березня 2012         | PABF10    | 5,24                 |
| 504               | 18                 | «Beware My Cheating Bart» «Не обманюй мене, Барте»                                                       | Марк Кіркланд  | Бен Джозеф                       | 15 квітня 2012          | PABF11    | 4,86                 |
| 505               | 19                 | «A Totally Fun Thing Bart Will Never Do Again» «Абсолютно кумедна річ, яку Барт ніколи не зробить знову» | Кріс Клементс  | Метт Ворбертон                   | 29 квітня 2012          | PABF12    | 5                    |
| 506               | 20                 | «The Spy Who Learned Me» «Шпигун, який мене вчив»                                                        | Боб Андерсон   | Марк Вілмор                      | 6 травня 2012           | PABF13    | 4,84                 |
| 507               | 21                 | «Ned 'n' Edna's Blend Agenda» «Суміш Неда й Едни»                                                        | Чак Шітс       | Джефф Вестбрук                   | 13 травня 2012          | PABF15    | 4                    |
| 508               | 22                 | «Lisa Goes Gaga» «Ліса і Ґаґа»                                                                           | Метью Шофілд   | Тім Лонг                         | 20 травня 2012          | PABF14    | 4,82                 |

### Найдовший день Меґґі (2012)
| Назва серії | Режисер(и)       | Сценарист(и)                                                                 | Прем'єрний показ | Прем'єрний показ на телебаченні | Прем'єра на Disney+ |
| --- | ---------------- | ---------------------------------------------------------------------------- | ---------------- | ------------------------------- | ------------------- |
| «The Longest Daycare» «Найдовший день Меґґі» | Девід Сільверман | Джеймс Брукс, Метт Ґрюйнінґ, Ел Джін, Девід Міркін, Джоел Коен і Майкл Прайс | 12 липня 2012    | 17 лютого 2013                  | 29 травня 2020      |
| Меґґі повертається до ясел імені Айн Ренд. За результатами перевірки вона опиняється в кімнаті для посередніх дітей. Там же знаходиться заклятий ворог Меґґі, — малюк Джеральд. Він хоче знищити кокон метелика, який Меґґі намагається врятувати… |                  |                                                                              |                  |                                 |                     |

### Сезон 24 (2012—2013)
| № серії (загалом) | № серії (в сезоні) | Назва серії                                                                        | Режисер(и)     | Сценарист(и)                     | Оригінальна дата показу | Код серії | Глядачів в США (млн) |
| ----------------- | ------------------ | ---------------------------------------------------------------------------------- | -------------- | -------------------------------- | ----------------------- | --------- | -------------------- |
| 509               | 1                  | «Moonshine River» «Їй-богу, дурниця»                                               | Боб Андерсон   | Тім Лонг                         | 30 вересня 2012         | PABF21    | 8,08                 |
| 510               | 2                  | «Treehouse of Horror XXIII» «Хатка жахів. Геллоуїн із Сімпсонами XXIII»            | Стівен Дін Мур | Девід Мандель і Браян Келлі      | 7 жовтня 2012           | PABF17    | 6,57                 |
| 511               | 3                  | «Adventures in Baby-Getting» «Ризики завести дітей»                                | Роб Олівер     | Білл Оденкерк                    | 4 листопада 2012        | PABF18    | 5,54                 |
| 512               | 4                  | «Gone Abie Gone» «Бувай, Ейбі, бувай»                                              | Метью Настюк   | Джоел Коен                       | 11 листопада 2012       | PABF16    | 6,86                 |
| 513               | 5                  | «Penny-Wiseguys» «Дріб’язкові всезнайки»                                           | Марк Кіркланд  | Майкл Прайс                      | 18 листопада 2012       | PABF19    | 5,06                 |
| 514               | 6                  | «A Tree Grows in Springfield» «Дерево росте у Спрінґфілді»                         | Тімоті Бейлі   | Стефані Гілліс                   | 25 листопада 2012       | PABF22    | 7,46                 |
| 515               | 7                  | «The Day the Earth Stood Cool» «День, коли Земля стала крутою»                     | Метью Фонан    | Метт Селман                      | 9 грудня 2012           | PABF20    | 7,44                 |
| 516               | 8                  | «To Cur, with Love» «Дворняжці, з любов’ю»                                         | Стівен Дін Мур | Керолін Омайн                    | 16 грудня 2012          | RABF01    | 3,77                 |
| 517               | 9                  | «Homer Goes to Prep School» «Гомер вирушає в підготовчу школу»                     | Марк Кіркланд  | Браян Келлі                      | 6 січня 2013            | RABF02    | 8,97                 |
| 518               | 10                 | «A Test Before Trying» «Тест перед спробою»                                        | Кріс Клементс  | Джоел Коен                       | 13 січня 2013           | RABF03    | 5,04                 |
| 519               | 11                 | «The Changing of the Guardian» «Зміна опікуна»                                     | Боб Андерсон   | Роб Лазебник                     | 27 січня 2013           | RABF04    | 5,23                 |
| 520               | 12                 | «Love Is a Many-Splintered Thing» «Кохання — це щось, розбите на багато шматочків» | Майкл Полчіно  | Тім Лонг                         | 10 лютого 2013          | RABF07    | 4,19                 |
| 521               | 13                 | «Hardly Kirk-ing» «Майже Кірк»                                                     | Метью Настюк   | Том Гамміль і Макс Просс         | 17 лютого 2013          | RABF05    | 4,57                 |
| 522               | 14                 | «Gorgeous Grampa» «Чудовий дідусь»                                                 | Чак Шітс       | Метт Селман                      | 3 березня 2013          | RABF06    | 4,66                 |
| 523               | 15                 | «Black-Eyed, Please» «Синець під оком, будь ласка»                                 | Метью Шофілд   | Джон Фрінк                       | 10 березня 2013         | RABF09    | 4,85                 |
| 524               | 16                 | «Dark Knight Court» «Суд Темного Лицаря»                                           | Марк Кіркланд  | Біллі Кімбол та Ієн Макстон-Ґрем | 17 березня 2013         | RABF10    | 4,89                 |
| 525               | 17                 | «What Animated Women Want» «Чого хочуть анімовані жінки»                           | Стівен Дін Мур | Дж. Стюарт Бернс                 | 14 квітня 2013          | RABF08    | 4,11                 |
| 526               | 18                 | «Pulpit Friction» «Розбіжності проповідника»                                       | Кріс Клементс  | Білл Оденкерк                    | 28 квітня 2013          | RABF11    | 4,54                 |
| 527               | 19                 | «Whiskey Business» «Віскі-бізнес»                                                  | Метью Настюк   | Валентина Гарза                  | 5 травня 2013           | RABF13    | 4,43                 |
| 528               | 20                 | «The Fabulous Faker Boy» «Неймовірний хлопчик-підробка»                            | Боб Андерсон   | Браян МакКонахі                  | 12 травня 2013          | RABF12    | 4,16                 |
| 529               | 21                 | «The Saga of Carl» «Сага про Карла»                                                | Чак Шітс       | Ерік Каплан                      | 19 травня 2013          | RABF14    | 4,01                 |
| 530               | 22                 | «Dangers on a Train» «Небезпеки в потягу»                                          | Стівен Дін Мур | Майкл Прайс                      | 19 травня 2013          | RABF17    | 4,52                 |

### Сезон 25 (2013—2014)
| № серії (загалом) | № серії (в сезоні) | Назва серії                                                                        | Режисер(и)     | Сценарист(и)                     | Оригінальна дата показу | Код серії | Глядачів в США (млн) |
| ----------------- | ------------------ | ---------------------------------------------------------------------------------- | -------------- | -------------------------------- | ----------------------- | --------- | -------------------- |
| 531               | 1                  | «Homerland» «Країна Гомера»                                                        | Боб Андерсон   | Стефані Гілліс                   | 29 вересня 2013         | RABF20    | 6,37                 |
| 532               | 2                  | «Treehouse of Horror XXIV» «Хатка жахів. Геллоуїн із Сімпсонами XXIV»              | Роб Олівер     | Джефф Вестбрук                   | 6 жовтня 2013           | RABF16    | 6,42                 |
| 533               | 3                  | «Four Regrettings and a Funeral» «Чотири співчуття та похорони»                    | Марк Кіркланд  | Марк Уілмор                      | 3 листопада 2013        | RABF18    | 5,43                 |
| 534               | 4                  | «YOLO» «Живеш лише раз»                                                            | Майкл Полчіно  | Майкл Наборі                     | 10 листопада 2013       | RABF22    | 4,2                  |
| 535               | 5                  | «Labor Pains» «Перейми»                                                            | Метью Фонан    | Дон Пейн і Мітчелл Глейзер       | 17 листопада 2013       | RABF19    | 4,08                 |
| 536               | 6                  | «The Kid Is All Right» «Дитина повністю права»                                     | Марк Кіркланд  | Тім Лонг                         | 24 листопада 2013       | SABF02    | 6,78                 |
| 537               | 7                  | «Yellow Subterfuge» «Жовта відмовка»                                               | Боб Андерсон   | Джоел Коен                       | 8 грудня 2013           | SABF04    | 6,85                 |
| 538               | 8                  | «White Christmas Blues» «Білий різдвяний блюз»                                     | Стівен Дін Мур | Дон Пейн                         | 15 грудня 2013          | SABF01    | 8,48                 |
| 539               | 9                  | «Steal This Episode» «Вкради цей епізод»                                           | Метью Настюк   | Дж. Стюарт Бернс                 | 5 січня 2014            | SABF05    | 12,04                |
| 540               | 10                 | «Married to the Blob» «Одружена з краплиною»                                       | Кріс Клементс  | Тім Лонг                         | 12 січня 2014           | SABF03    | 4,83                 |
| 541               | 11                 | «Specs and the City» «Окуляри і місто»                                             | Ленс Крамер    | Браян Келлі                      | 26 січня 2014           | SABF06    | 3,87                 |
| 542               | 12                 | «Diggs» «Діґс»                                                                     | Майкл Полчіно  | Ден Гріні й Аллен Глайзер        | 9 березня 2014          | SABF08    | 2,69                 |
| 543               | 13                 | «The Man Who Grew Too Much» «Людина, що стала занадто крутою»                      | Метью Шофілд   | Джефф Вестбрук                   | 9 березня 2014          | SABF07    | 3,75                 |
| 544               | 14                 | «The Winter of His Content» «Зима його згоди»                                      | Чак Шітс       | Кевін Карен                      | 16 березня 2014         | SABF09    | 3,75                 |
| 545               | 15                 | «The War of Art» «Війна через мистецтво»                                           | Стівен Дін Мур | Роб Лазебник                     | 23 березня 2014         | SABF10    | 3,98                 |
| 546               | 16                 | «You Don't Have to Live Like a Referee» «Ви не повинні жити, як рефері»            | Марк Кіркланд  | Майкл Прайс                      | 30 березня 2014         | SABF11    | 3,91                 |
| 547               | 17                 | «Luca$» «Лука$»                                                                    | Кріс Клементс  | Керолін Омайн                    | 6 квітня 2014           | SABF12    | 4,3                  |
| 548               | 18                 | «Days of Future Future» «Дні майбутнього майбутнього»                              | Боб Андерсон   | Дж. Стюарт Бернс                 | 13 квітня 2014          | SABF13    | 3,64                 |
| 549               | 19                 | «What to Expect When Bart's Expecting» «На що сподіватися, коли Барт чекає дитину» | Метью Настюк   | Джон Фрінк                       | 27 квітня 2014          | SABF14    | 3,45                 |
| 550               | 20                 | «Brick Like Me» «Схожий на цеглину, як я»                                          | Метью Настюк   | Браян Келлі                      | 4 травня 2014           | RABF21    | 4,39                 |
| 551               | 21                 | «Pay Pal» «Платний приятель»                                                       | Майкл Полчіно  | Девід Стейнберг                  | 11 травня 2014          | SABF15    | 3,66                 |
| 552               | 22                 | «The Yellow Badge of Cowardge» «Жовтий значок для боягуза»                         | Тімоті Бейлі   | Біллі Кімбол та Ієн Макстон-Ґрем | 18 травня 2014          | SABF18    | 3,28                 |

### Сезон 26 (2014—2015)
| № серії (загалом) | № серії (в сезоні) | Назва серії                                                              | Режисер(и)       | Сценарист(и)                | Оригінальна дата показу | Код серії | Глядачів в США (млн) |
| ----------------- | ------------------ | ------------------------------------------------------------------------ | ---------------- | --------------------------- | ----------------------- | --------- | -------------------- |
| 553               | 1                  | «Clown in the Dumps» «Клоуна на звалище»                                 | Стівен Дін Мур   | Джоел Коен                  | 28 вересня 2014         | SABF20    | 8,53                 |
| 554               | 2                  | «The Wreck of the Relationship» «Крах стосунків»                         | Чак Шітс         | Джефф Вестбрук              | 5 жовтня 2014           | SABF17    | 4,27                 |
| 555               | 3                  | «Super Franchise Me» «Супер виробництво мені»                            | Марк Кіркланд    | Білл Оденкерк               | 12 жовтня 2014          | SABF19    | 7,33                 |
| 556               | 4                  | «Treehouse of Horror XXV» «25-й будинок жахів»                           | Метью Фонан      | Стефані Гілліс              | 19 жовтня 2014          | SABF21    | 7,76                 |
| 557               | 5                  | «Opposites A-Frack» «Протилежності розриваються»                         | Метью Настюк     | Валентина Гарза             | 2 листопада 2014        | SABF22    | 4,22                 |
| 558               | 6                  | «Simpsorama» «Сімпсорама»                                                | Боб Андерсон     | Дж. Стюарт Бернс            | 9 листопада 2014        | SABF16    | 6,7                  |
| 559               | 7                  | «Blazed and Confused» «Палаючий і збентежений»                           | Роб Олівер       | Керолін Омайн і Вільям Райт | 16 листопада 2014       | TABF01    | 6.7                  |
| 560               | 8                  | «Covercraft» «Каверкрафт»                                                | Стівен Дін Мур   | Метт Селман                 | 23 листопада 2014       | TABF02    | 3,45                 |
| 561               | 9                  | «I Won't Be Home for Christmas» «Я не буду вдома на Різдво»              | Марк Кіркланд    | Ел Джін                     | 7 грудня 2014           | TABF03    | 6,52                 |
| 562               | 10                 | «The Man Who Came to Be Dinner» «Людина, яка прийшла, аби стати вечерею» | Девід Сільверман | Ел Джін і Девід Міркін      | 4 січня 2015            | RABF15    | 10,62                |
| 563               | 11                 | «Bart's New Friend» «Новий друг Барта»                                   | Боб Андерсон     | Джадд Апатоу                | 11 січня 2015           | TABF05    | 4,28                 |
| 564               | 12                 | «The Musk Who Fell to Earth» «Маск, який впав на Землю»                  | Метью Настюк     | Ніл Кемпбелл                | 25 січня 2015           | TABF04    | 3,29                 |
| 565               | 13                 | «Walking Big & Tall» «Широко та високо крокуючи»                         | Кріс Клементс    | Майкл Прайс                 | 8 лютого 2015           | TABF06    | 2,78                 |
| 566               | 14                 | «My Fare Lady» «Моя тарифікована леді»                                   | Майкл Полчіно    | Марк Вілмор                 | 15 лютого 2015          | TABF07    | 2,67                 |
| 567               | 15                 | «The Princess Guide» «Гід для принцеси»                                  | Тімоті Бейлі     | Браян Келлі                 | 1 березня 2015          | TABF08    | 3,93                 |
| 568               | 16                 | «Sky Police» «Небесний коп»                                              | Роб Олівер       | Метт Селман                 | 8 березня 2015          | TABF09    | 3,79                 |
| 569               | 17                 | «Waiting for Duffman» «Чекаючи на Кнурмена»                              | Стівен Дін Мур   | Джон Фрінк                  | 15 березня 2015         | TABF10    | 3,59                 |
| 570               | 18                 | «Peeping Mom» «Мама, яка підглядає»                                      | Марк Кіркланд    | Джон Фрінк                  | 19 квітня 2015          | TABF11    | 3,23                 |
| 571               | 19                 | «The Kids Are All Fight» «Дітки борються»                                | Боб Андерсон     | Роб Лазебник                | 26 квітня 2015          | TABF12    | 3,33                 |
| 572               | 20                 | «Let's Go Fly a Coot» «Давай політаємо із простачком»                    | Кріс Клементс    | Джефф Вестбрук              | 3 травня 2015           | TABF13    | 3,12                 |
| 573               | 21                 | «Bull-E» «Розбишаки»                                                     | Ленс Крамер      | Тім Лонг                    | 10 травня 2015          | TABF15    | 2,77                 |
| 574               | 22                 | «Mathlete's Feat» «Подвиг математика»                                    | Майкл Полчіно    | Майкл Прайс                 | 17 травня 2015          | TABF16    | 2,82                 |

### Сезон 27 (2015—2016)
| № серії (загалом) | № серії (в сезоні) | Назва серії                                                                               | Режисер(и)     | Сценарист(и)     | Оригінальна дата показу | Код серії | Глядачів в США (млн) |
| ----------------- | ------------------ | ----------------------------------------------------------------------------------------- | -------------- | ---------------- | ----------------------- | --------- | -------------------- |
| 575               | 1                  | «Every Man's Dream» «Сон кожної людини»                                                   | Метью Настюк   | Дж. Стюарт Бернс | 27 вересня 2015         | TABF14    | 3,28                 |
| 576               | 2                  | «'Cue Detective» «Детектив з барбекю»                                                     | Тімоті Бейлі   | Джоел Коен       | 4 жовтня 2015           | TABF17    | 6,02                 |
| 577               | 3                  | «Puffless» «Без димку»                                                                    | Роб Олівер     | Дж. Стюарт Бернс | 11 жовтня 2015          | TABF19    | 3,31                 |
| 578               | 4                  | «Halloween of Horror» «Жах на Хелловін»                                                   | Майк Андерсон  | Керолін Омайн    | 18 жовтня 2015          | TABF22    | 3,69                 |
| 579               | 5                  | «Treehouse of Horror XXVI» «Будинок жахів XXVI»                                           | Стівен Дін Мур | Джоел Коен       | 25 жовтня 2015          | TABF18    | 6,75                 |
| 580               | 6                  | «Friend with Benefit» «Друг с вигодою»                                                    | Метью Фонан    | Роб Лазебник     | 8 листопада 2015        | TABF21    | 3,48                 |
| 581               | 7                  | «Lisa with an 'S'» «Ліса через 'С'»                                                       | Боб Андерсон   | Стефані Гілліс   | 22 листопада 2015       | TABF20    | 5,64                 |
| 582               | 8                  | «'Paths of Glory» «Соціопати слави»                                                       | Стівен Дін Мур | Майкл Ферріс     | 6 грудня 2015           | VABF01    | 5.53                 |
| 583               | 9                  | «Barthood» «Бартність»                                                                    | Роб Олівер     | Ден Гріні        | 13 грудня 2015          | VABF02    | 5,97                 |
| 584               | 10                 | «The Girl Code» «Дівчачий код»                                                            | Кріс Клементс  | Роб Лазебник     | 3 січня 2016            | VABF03    | 4,41                 |
| 585               | 11                 | «Teenage Mutant Milk-Caused Hurdles» «Підлітки-мутанти і неприємності, викликані молоком» | Тімоті Бейлі   | Джоел Коен       | 10 січня 2016           | VABF04    | 8,33                 |
| 586               | 12                 | «Much Apu About Something» «Багато Апу із дечого»                                         | Боб Андерсон   | Майкл Прайс      | 17 січня 2016           | VABF05    | 3,95                 |
| 587               | 13                 | «Love Is in the N2-O2-Ar-CO2-Ne-He-CH4» «Кохання — в атмосфері»                           | Марк Кіркланд  | Джон Фрінк       | 14 лютого 2016          | VABF07    | 2,89                 |
| 588               | 14                 | «Gal of Constant Sorrow» «Дівча постійної печалі»                                         | Метью Настюк   | Керолін Омайн    | 21 лютого 2016          | VABF06    | 3,1                  |
| 589               | 15                 | «Lisa the Veterinarian» «Ліса — ветеринарка»                                              | Стівен Дін Мур | Ден Веббер       | 6 березня 2016          | VABF08    | 3,09                 |
| 590               | 16                 | «The Marge-ian Chronicles» «Мардж-іанські хроніки»                                        | Кріс Клементс  | Браян Келлі      | 13 березня 2016         | VABF09    | 3,07                 |
| 591               | 17                 | «The Burns Cage» «Клітка Бернса»                                                          | Роб Олівер     | Роб Лазебник     | 3 квітня 2016           | VABF10    | 2,32                 |
| 592               | 18                 | «How Lisa Got Her Marge Back» «Як Ліса повернула свою Мардж»                              | Боб Андерсон   | Джефф Мартін     | 10 квітня 2016          | VABF11    | 2,55                 |
| 593               | 19                 | «Fland Canyon» «Фланд-Каньйон»                                                            | Майкл Полчіно  | Дж. Стюарт Бернс | 24 квітня 2016          | VABF12    | 2,77                 |
| 594               | 20                 | «To Courier with Love» «Кур'єру з любов’ю»                                                | Тімоті Бейлі   | Білл Оденкерк    | 8 травня 2016           | VABF14    | 2,52                 |
| 595               | 21                 | «Simprovised» «Сімпровізація»                                                             | Метью Настюк   | Джон Фрінк       | 15 травня 2016          | VABF13    | 2,8                  |
| 596               | 22                 | «Orange Is the New Yellow» «Помаранчевий — новий жовтий»                                  | Метью Фонан    | Ерік Горстед     | 22 травня 2016          | VABF15    | 2,54                 |

### Сезон 28 (2016—2017)
| № серії (загалом) | № серії (в сезоні) | Назва серії                                              | Режисер(и)                                          | Сценарист(и)                                                | Оригінальна дата показу | Код серії     | Глядачів в США (млн) |
| ----------------- | ------------------ | -------------------------------------------------------- | --------------------------------------------------- | ----------------------------------------------------------- | ----------------------- | ------------- | -------------------- |
| 597               | 1                  | «Monty Burns' Fleeing Circus» «Цирк Монті Бернса»        | Метью Настюк                                        | Том Гамміль і Макс Просс                                    | 25 вересня 2016         | VABF20        | 3,36                 |
| 598               | 2                  | «Friends and Family» «Друзі та сім’я»                    | Ленс Крамер                                         | Дж. Стюарт Бернс                                            | 2 жовтня 2016           | VABF18        | 6                    |
| 599               | 3                  | «The Town» «Місто»                                       | Роб Олівер                                          | Дейв Кінґ                                                   | 9 жовтня 2016           | VABF17        | 3,22                 |
| 600               | 4                  | «Treehouse of Horror XXVII» «Будинок жахів XXVII»        | Стівен Дін Мур                                      | Джоел Коен                                                  | 16 жовтня 2016          | VABF16        | 7,44                 |
| 601               | 5                  | «Trust but Clarify» «Довіряй, але уточнюй»               | Майкл Полчіно                                       | Гаррі Шірер                                                 | 23 жовтня 2016          | VABF21        | 3,36                 |
| 602               | 6                  | «There Will Be Buds» «Будьмо друзями»                    | Метью Фонан                                         | Метт Селман                                                 | 6 листопада 2016        | VABF22        | 3,14                 |
| 603               | 7                  | «Havana Wild Weekend» «Дикі вихідні в Гавані»            | Боб Андерсон                                        | Деб Лакуста, Ден Касталланета і Пітер Тілден                | 13 листопада 2016       | VABF19        | 7,13                 |
| 604               | 8                  | «Dad Behavior» «Поведінка тата»                          | Стівен Дін Мур                                      | Раян Кох                                                    | 20 листопада 2016       | WABF01        | 2,88                 |
| 605               | 9                  | «The Last Traction Hero» «Останній тягогерой»            | Боб Андерсон                                        | Білл Оденкерк                                               | 4 грудня 2016           | WABF03        | 5,77                 |
| 606               | 10                 | «The Nightmare After Krustmas» «Кошмар після Крастіздва» | Роб Олівер                                          | Джефф Вестбрук                                              | 11 грудня 2016          | WABF02        | 5,6                  |
| 607               | 11                 | «Pork and Burns» «Свиня та Бернс»                        | Метью Настюк                                        | Роб Лазебник                                                | 8 січня 2017            | WABF06        | 8,19                 |
| 608—609           | 12—13              | «The Great Phatsby» «Великий Жирсбі»                     | Кріс Клементс (1 частина), Тімоті Бейлі (2 частина) | Ден Гріні (1 частина), Ден Гріні та Метт Селман (2 частина) | 15 січня 2017           | WABF04-WABF05 | 6,9                  |
| 610               | 14                 | «Fatzcarraldo» «Жирскарральдо»                           | Марк Кіркланд                                       | Майкл Прайс                                                 | 12 лютого 2017          | WABF07        | 2,4                  |
| 611               | 15                 | «The Cad and the Hat» «Хам і капелюх»                    | Стівен Дін Мур                                      | Рон Циммерман                                               | 19 лютого 2017          | WABF08        | 2,44                 |
| 612               | 16                 | «Kamp Krustier» «І знову табір Красті»                   | Роб Олівер                                          | Девід Стерн                                                 | 5 березня 2017          | WABF09        | 2,56                 |
| 613               | 17                 | «22 for 30» «22 за 30»                                   | Кріс Клементс                                       | Джоел Коен                                                  | 12 березня 2017         | WABF10        | 2,61                 |
| 614               | 18                 | «A Father's Watch» «Батьків годинник»                    | Боб Андерсон                                        | Саймон Річ                                                  | 19 березня 2017         | WABF11        | 2,4                  |
| 615               | 19                 | «The Caper Chase» «Погоня за каперсами»                  | Ленс Крамер                                         | Джефф Вестбрук                                              | 2 квітня 2017           | WABF12        | 2,13                 |
| 616               | 20                 | «Looking for Mr. Goodbart» «У пошуках Добробарта»        | Майкл Полчіно                                       | Керолін Омайн                                               | 30 квітня 2017          | WABF13        | 2,3                  |
| 617               | 21                 | «Moho House» «Моходім»                                   | Метью Настюк                                        | Джефф Мартін                                                | 7 травня 2017           | WABF14        | 2,34                 |
| 618               | 22                 | «Dogtown» «Доґтаун»                                      | Стівен Дін Мур                                      | Дж. Стюарт Бернс                                            | 21 травня 2017          | WABF15        | 2,15                 |

### Сезон 29 (2017—2018)
| № серії (загалом) | № серії (в сезоні) | Назва серії                                                                                        | Режисер(и)     | Сценарист(и)                                     | Оригінальна дата показу | Код серії | Глядачів в США (млн) |
| ----------------- | ------------------ | -------------------------------------------------------------------------------------------------- | -------------- | ------------------------------------------------ | ----------------------- | --------- | -------------------- |
| 619               | 1                  | «The Serfsons» «Сьорфсони»                                                                         | Роб Олівер     | Браян Келлі                                      | 1 жовтня 2017           | WABF17    | 3,25                 |
| 620               | 2                  | «Springfield Splendor» «Спрінґфілдська велич»                                                      | Метью Фонан    | Тім Лонг і Міранда Томпсон                       | 8 жовтня 2017           | WABF22    | 5,25                 |
| 621               | 3                  | «Whistler's Father» «Батько свистунки»                                                             | Метью Фонан    | Том Гамміль і Макс Просс                         | 15 жовтня 2017          | WABF16    | 2,91                 |
| 622               | 4                  | «Treehouse of Horror XXVIII» «Будинок жахів XXVIII»                                                | Тімоті Бейлі   | Джон Фрінк                                       | 22 жовтня 2017          | WABF18    | 3,66                 |
| 623               | 5                  | «Grampy Can Ya Hear Me» «Дідусь може почути мене»                                                  | Боб Андерсон   | Білл Оденкерк                                    | 5 листопада 2017        | WABF19    | 2,86                 |
| 624               | 6                  | «The Old Blue Mayor She Ain't What She Used to Be» «Стара синя мер не така, якою вона була раніше» | Метью Настюк   | Том Гамміль і Макс Просс                         | 12 листопада 2017       | WABF20    | 4,75                 |
| 625               | 7                  | «Singin' In The Lane» «Співаючи на доріжці»                                                        | Майкл Полчіно  | Раян Кох                                         | 19 листопада 2017       | WABF21    | 2,67                 |
| 626               | 8                  | «Mr. Lisa's Opus» «Опус Ліси»                                                                      | Стівен Дін Мур | Ел Джін                                          | 3 грудня 2017           | XABF01    | 4,28                 |
| 627               | 9                  | «Gone Boy» «Загублений»                                                                            | Роб Олівер     | Джон Фрінк                                       | 10 грудня 2017          | XABF02    | 6,06                 |
| 628               | 10                 | «Haw-Haw Land» «Ха-Ха Ленд»                                                                        | Боб Андерсон   | Тім Лонг і Міранда Томпсон                       | 7 січня 2018            | XABF03    | 6,95                 |
| 629               | 11                 | «Frink Gets Testy» «Фрінк тестує»                                                                  | Кріс Клементс  | Ден Веббер                                       | 14 січня 2018           | XABF04    | 8,04                 |
| 630               | 12                 | «Homer Is Where the Art Isn't» «Гомер — там, де немає мистецтва»                                   | Тімоті Бейлі   | Кевін Карен                                      | 18 березня 2018         | XABF05    | 2,1                  |
| 631               | 13                 | «3 Scenes Plus a Tag from a Marriage» «3 сцени плюс тег з подружнього життя»                       | Метью Настюк   | Том Гамміль і Макс Просс                         | 25 березня 2018         | XABF06    | 2,15                 |
| 632               | 14                 | «Fears of a Clown» «Страхи клоуна»                                                                 | Стівен Дін Мур | Майкл Прайс                                      | 1 квітня 2018           | XABF08    | 2,06                 |
| 633               | 15                 | «No Good Read Goes Unpunished» «Жодне гарне читання не залишається безкарним»                      | Марк Кіркланд  | Джефф Вестбрук                                   | 8 квітня 2018           | XABF07    | 2,15                 |
| 634               | 16                 | «King Leer» «Король Злісний Погляд»                                                                | Кріс Клементс  | Деніел Фурлонг і Зак Познер                      | 15 квітня 2018          | XABF10    | 2,26                 |
| 635               | 17                 | «Lisa Gets the Blues» «Ліса грає блюз»                                                             | Боб Андерсон   | Девід Сільверман і Браян Келлі                   | 22 квітня 2018          | XABF11    | 2,19                 |
| 636               | 18                 | «Forgive and Regret» «Пробач і пожалкуй»                                                           | Роб Олівер     | Білл Оденкерк                                    | 29 квітня 2018          | XABF09    | 2,47                 |
| 637               | 19                 | «Left Behind» «Залишений»                                                                          | Ленс Крамер    | Сюжет: Ел Джін Сценарій: Джоел Коен і Джон Фрінк | 6 травня 2018           | XABF12    | 2,15                 |
| 638               | 20                 | «Throw Grampa from the Dane» «Скинь дідуся з данця»                                                | Майкл Полчіно  | Роб Лазебник                                     | 13 травня 2018          | XABF13    | 2,14                 |
| 639               | 21                 | «Flanders' Ladder» «Драбина Фландерса»                                                             | Метью Настюк   | Дж. Стюарт Бернс                                 | 20 травня 2018          | XABF14    | 2,1                  |

### Сезон 30 (2018—2019)
| № серії (загалом) | № серії (в сезоні) | Назва серії                                                                  | Режисер(и)       | Сценарист(и)                                            | Оригінальна дата показу | Код серії | Глядачів в США (млн) |
| ----------------- | ------------------ | ---------------------------------------------------------------------------- | ---------------- | ------------------------------------------------------- | ----------------------- | --------- | -------------------- |
| 640               | 1                  | «Bart's Not Dead» «Барт не помер»                                            | Боб Андерсон     | Стефані Гілліс                                          | 30 вересня 2018         | XABF19    | 3,24                 |
| 641               | 2                  | «Heartbreak Hotel» «Готель розбитих сердець»                                 | Стівен Дін Мур   | Метт Селман і Рене Ріджлі                               | 7 жовтня 2018           | XABF15    | 4,6                  |
| 642               | 3                  | «My Way or the Highway to Heaven» «Мій шлях або шосе до неба»                | Роб Олівер       | Деб Лакуста, Ден Кастелланета та Вінс Вальдрон          | 14 жовтня 2018          | XABF17    | 2,52                 |
| 643               | 4                  | «Treehouse of Horror XXIX» «Будинок жахів на дереві XXIX»                    | Метью Фонан      | Джоел Коен                                              | 21 жовтня 2018          | XABF16    | 2,95                 |
| 644               | 5                  | «Baby You Can't Drive My Car» «Дитинко, ти не можеш вести мій автомобіль»    | Тімоті Бейлі     | Роб Лазебник                                            | 4 листопада 2018        | XABF18    | 5,08                 |
| 645               | 6                  | «From Russia Without Love» «З Росії без любові»                              | Метью Настюк     | Майкл Ферріс                                            | 11 листопада 2018       | XABF20    | 2,35                 |
| 646               | 7                  | «Werking Mom» «Мама, яка працює»                                             | Майкл Полчіно    | Керолін Омайн і Робін Сейерс                            | 18 листопада 2018       | XABF21    | 4,34                 |
| 647               | 8                  | «Krusty the Clown» «Красті — клоун»                                          | Метью Фонан      | Раян Кох                                                | 25 листопада 2018       | XABF22    | 2,11                 |
| 648               | 9                  | «Daddicus Finch» «Таттікус Фінч»                                             | Стівен Дін Мур   | Ел Джін                                                 | 2 грудня 2018           | YABF01    | 4,33                 |
| 649               | 10                 | «'Tis the 30th Season» «Це — тридцятий сезон»                                | Ленс Крамер      | Сюжет: Джефф Вестбрук Сценарій: Джоел Коен і Джон Фрінк | 9 грудня 2018           | YABF02    | 7,53                 |
| 650               | 11                 | «Mad About the Toy» «Божеволіти від іграшки»                                 | Роб Олівер       | Майкл Прайс                                             | 6 січня 2019            | YABF03    | 2,33                 |
| 651               | 12                 | «The Girl on the Bus» «Дівчинка в автобусі»                                  | Кріс Клементс    | Джоел Коен                                              | 13 січня 2019           | YABF04    | 8,2                  |
| 652               | 13                 | «I'm Dancing as Fat as I Can» «Я танцюю так жирно, як можу»                  | Метью Настюк     | Джейн Беккер                                            | 10 лютого 2019          | YABF06    | 1,75                 |
| 653               | 14                 | «The Clown Stays in the Picture» «Клоун залишається на картинці»             | Тімоті Бейлі     | Метт Селман                                             | 17 лютого 2019          | YABF05    | 2,75                 |
| 654               | 15                 | «101 Mitigations» «101 пом’якшення»                                          | Марк Кіркланд    | Сюжет: Роб Лазебник Сценарій: Браян Келлі та Ден Веббер | 3 березня 2019          | YABF07    | 2,25                 |
| 655               | 16                 | «I Want You (She's So Heavy)» «Я хочу тебе (вона така важка)»                | Стівен Дін Мур   | Джефф Вестбрук                                          | 10 березня 2019         | YABF08    | 2,21                 |
| 656               | 17                 | «E My Sports» «Мій кіберспорт»                                               | Роб Олівер       | Роб Лазебник                                            | 17 березня 2019         | YABF09    | 2,08                 |
| 657               | 18                 | «Bart vs. Itchy & Scratchy» «Барт проти Чуха і Сверблячки»                   | Кріс Клементс    | Меган Амрам                                             | 24 березня 2019         | YABF10    | 1,99                 |
| 658               | 19                 | «Girl's in the Band» «Дівчинка у групі»                                      | Дженніфер Моллер | Ненсі Картрайт                                          | 31 березня 2019         | YABF11    | 2,07                 |
| 659               | 20                 | «I'm Just a Girl Who Can't Say D'oh» «Я — просто дівчина, що не каже „Д'оу“» | Майкл Полчіно    | Джефф і Дженна Мартін                                   | 7 квітня 2019           | YABF12    | 1,61                 |
| 660               | 21                 | «D'oh Canada» «Чорт, Канада»                                                 | Метью Настюк     | Тім Лонг і Міранда Томпсон                              | 28 квітня 2019          | YABF14    | 1,93                 |
| 661               | 22                 | «Woo-Hoo Dunnit?» «Ву-ху, детектив?»                                         | Стівен Дін Мур   | Браян Келлі                                             | 5 травня 2019           | YABF15    | 1,79                 |
| 662               | 23                 | «Crystal Blue-Haired Persuasion» «Кришталево синьоволосий доказ»             | Метью Фонан      | Меган Амрам                                             | 12 травня 2019          | YABF16    | 1,5                  |

### Сезон 31 (2019—2020)
| № серії (загалом) | № серії (в сезоні) | Назва серії                                                                    | Режисер(и)       | Сценарист(и)                                         | Оригінальна дата показу | Код серії | Глядачів у США (млн) |
| ----------------- | ------------------ | ------------------------------------------------------------------------------ | ---------------- | ---------------------------------------------------- | ----------------------- | --------- | -------------------- |
| 663               | 1                  | «The Winter of Our Monetized Content» «Зима нашого монетизованого контенту»    | Боб Андерсон     | Раян Кох                                             | 29 вересня 2019         | YABF19    | 2,33                 |
| 664               | 2                  | «Go Big or Go Homer» «Рухайся вгору або, як Гомер»                             | Метью Фонан      | Джон Фрінк                                           | 6 жовтня 2019           | YABF21    | 5,63                 |
| 665               | 3                  | «The Fat Blue Line» «Жирна синя лінія»                                         | Майкл Полчіно    | Білл Оденкерк                                        | 13 жовтня 2019          | YABF22    | 2,13                 |
| 666               | 4                  | «Treehouse of Horror XXX» «Халабуда жахів XXX»                                 | Тімоті Бейлі     | Дж. Стюарт Бернс                                     | 20 жовтня 2019          | YABF18    | 5,42                 |
| 667               | 5                  | «Gorillas on the Mast» «Горили на щоглі»                                       | Метью Настюк     | Макс Кон                                             | 3 листопада 2019        | YABF20    | 2,02                 |
| 668               | 6                  | «Marge the Lumberjill» «Мардж — лісоруб»                                       | Роб Олівер       | Раян Кох                                             | 10 листопада 2019       | ZABF02    | 5                    |
| 669               | 7                  | «Livin' La Pura Vida» «Жити у стилі пура віда»                                 | Тімоті Бейлі     | Браян Келлі                                          | 17 листопада 2019       | ZABF03    | 2,08                 |
| 670               | 8                  | «Thanksgiving of Horror» «Жах на День подяки»                                  | Роб Олівер       | Ден Веббер                                           | 24 листопада 2019       | YABF17    | 5,42                 |
| 671               | 9                  | «Todd, Todd, Why Hast Thou Forsaken Me?» «Тодде, Тодде, чому ти покинув мене?» | Кріс Клементс    | Тім Лонг і Міранда Томпсон                           | 1 грудня 2019           | ZABF04    | 1,99                 |
| 672               | 10                 | «Bobby, It's Cold Outside» «Боббі, надворі холод»                              | Стівен Дін Мур   | Джефф Вестбрук і Джон Фрінк                          | 15 грудня 2019          | ZABF01    | 4,97                 |
| 673               | 11                 | «Hail to the Teeth» «Слава зубам»                                              | Марк Кіркланд    | Елізабет Кірнан Аверік                               | 5 січня 2020            | ZABF05    | 1,81                 |
| 674               | 12                 | «The Miseducation of Lisa Simpson» «Неправильна освіта Ліси Сімпсон»           | Метью Настюк     | Дж. Стюарт Бернс                                     | 16 лютого 2020          | ZABF06    | 1,95                 |
| 675               | 13                 | «Frinkcoin» «Фрінккоїн»                                                        | Стівен Дін Мур   | Роб Лазебник                                         | 23 лютого 2020          | ZABF07    | 1,84                 |
| 676               | 14                 | «Bart the Bad Guy» «Барт — поганець»                                           | Дженніфер Моллер | Ден Веббер                                           | 1 березня 2020          | ZABF08    | 1,66                 |
| 677               | 15                 | «Screenless» «Без екрану»                                                      | Майкл Полчіно    | Дж. Стюарт Бернс                                     | 8 березня 2020          | ZABF09    | 1,63                 |
| 678               | 16                 | «Better Off Ned» «Вже краще Нед»                                               | Роб Олівер       | Сюжет: Ел Джін Сценарій: Джоел Коен і Джефф Вестбрук | 15 березня 2020         | ZABF11    | 1,7                  |
| 679               | 17                 | «Highway to Well» «Дорога до блага»                                            | Кріс Клементс    | Керолін Омайн                                        | 22 березня 2020         | ZABF10    | 1,66                 |
| 680               | 18                 | «The Incredible Lightness of Being a Baby» «Неймовірна легкість бути дитиною»  | Боб Андерсон     | Том Гамміль і Макс Просс                             | 19 квітня 2020          | YABF13    | 1,58                 |
| 681               | 19                 | «Warrin' Priests» «Війна священників»                                          | Боб Андерсон     | Піт Голмс                                            | 26 квітня 2020          | ZABF12    | 1,35                 |
| 682               | 20                 | «Warrin' Priests: Part 2» «Війна священників (2 частина)»                      | Метью Настюк     | Піт Голмс                                            | 3 травня 2020           | ZABF13    | 1,36                 |
| 683               | 21                 | «The Hateful Eight-Year-Olds» «Мерзенні восьмирічні»                           | Дженніфер Моллер | Джоел Коен                                           | 10 травня 2020          | ZABF14    | 1,4                  |
| 684               | 22                 | «The Way of the Dog» «Шлях пса»                                                | Метью Фонан      | Керолін Омайн                                        | 17 травня 2020          | ZABF16    | 1,89                 |

### Час грати з долею (2020)
| Назва серії | Режисер(и)       | Сценарист(и)                                                   | Прем'єрний показ | Прем'єра на Disney+ |
| --- | ---------------- | -------------------------------------------------------------- | ---------------- | ------------------- |
| «Playdate with Destiny» «Час грати з долею» | Девід Сільверман | Джеймс Брукс, Метт Ґрюйнінґ, Ел Джін, Том Гамміль і Макс Просс | 6 березня 2020   | 10 квітня 2020      |
| Граючись у парку Меґґі наражається на небезпеку, коли на неї з гірки ковзає дитина. На щастя, хлопчик на ім'я Гадсон виштовхує Меґґі. Дівчинка миттєво вражена своїм рятувальником. Вони разом проводять цілий день граючись, допоки не настає час іти додому… |                  |                                                                |                  |                     |

### Сезон 32 (2020—2021)
| № серії (загалом) | № серії (в сезоні) | Назва серії                                                                            | Режисер(и)       | Сценарист(и)                                     | Оригінальна дата показу | Код серії | Глядачів в США (млн) |
| ----------------- | ------------------ | -------------------------------------------------------------------------------------- | ---------------- | ------------------------------------------------ | ----------------------- | --------- | -------------------- |
| 685               | 1                  | «Undercover Burns» «Бернс під прикриттям»                                              | Боб Андерсон     | Девід Крайян                                     | 27 вересня 2020         | ZABF19    | 4,44                 |
| 686               | 2                  | «I, Carumbus» «Я, Карамбій»                                                            | Роб Олівер       | Сезар Мезаріегос                                 | 4 жовтня 2020           | ZABF18    | 1,51                 |
| 687               | 3                  | «Now Museum, Now You Don't» «Ось музей є, а ось — вже немає»                           | Тімоті Бейлі     | Ден Гріні                                        | 11 жовтня 2020          | ZABF21    | 1,36                 |
| 688               | 4                  | «Treehouse of Horror XXXI» «Будиночок жахів на дереві XXXI»                            | Стівен Дін Мур   | Джулія Прескотт                                  | 1 листопада 2020        | ZABF17    | 4,93                 |
| 689               | 5                  | «The 7 Beer Itch» «Сверблячка сьомого пива»                                            | Майкл Полчіно    | Сюжет: Ел Джін Сценарій: Джоел Коен і Джон Фрінк | 8 листопада 2020        | ZABF15    | 1,74                 |
| 690               | 6                  | «Podcast News» «Новини з подкастів»                                                    | Метью Фонан      | Девід Коен                                       | 15 листопада 2020       | ZABF22    | 3,5                  |
| 691               | 7                  | «Three Dreams Denied» «Розбиті три мрії»                                               | Стівен Дін Мур   | Даніель Вайсберг                                 | 22 листопада 2020       | QABF02    | 4,41                 |
| 692               | 8                  | «The Road to Cincinnati» «Дорога на Цинциннаті»                                        | Метью Настюк     | Джефф Вестбрук                                   | 29 листопада 2020       | ZABF20    | 1,63                 |
| 693               | 9                  | «Sorry Not Sorry» «Шкода — не шкода»                                                   | Роб Олівер       | Нелл Сковелл                                     | 6 грудня 2020           | QABF01    | 1,66                 |
| 694               | 10                 | «A Springfield Summer Christmas for Christmas» «Спрінґфілдське літнє Різдво на Різдво» | Тімоті Бейлі     | Джессіка Конрад                                  | 13 грудня 2020          | QABF03    | 3,92                 |
| 695               | 11                 | «The Dad-Feelings Limited» «Обмежені почуття тата»                                     | Кріс Клементс    | Раян Кох                                         | 3 січня 2021            | QABF04    | 1,89                 |
| 696               | 12                 | «Diary Queen» «Королева щоденника»                                                     | Метью Настюк     | Джефф Вестбрук                                   | 21 лютого 2021          | QABF05    | 1,43                 |
| 697               | 13                 | «Wad Goals» «Цілі у згортку»                                                           | Майкл Полчіно    | Браян Келлі                                      | 28 лютого 2021          | QABF06    | 1,24                 |
| 698               | 14                 | «Yokel Hero» «Герой селюків»                                                           | Роб Олівер       | Джефф і Саманта Мартін                           | 7 березня 2021          | QABF07    | 1,38                 |
| 699               | 15                 | «Do PizzaBots Dream of Electric Guitars?» «Чи мріють піццаботи про електрогітари?»     | Дженніфер Моллер | Майкл Прайс                                      | 14 березня 2021         | QABF08    | 1,43                 |
| 700               | 16                 | «Manger Things» «Ясельні дива»                                                         | Стівен Дін Мур   | Роб Лазебник                                     | 21 березня 2021         | QABF09    | 1,28                 |
| 701               | 17                 | «Uncut Femmes» «Неграновані жінки»                                                     | Кріс Клементс    | Крістін Ненґл                                    | 28 березня 2021         | QABF10    | 1,22                 |
| 702               | 18                 | «Burger Kings» «Бургер-королі»                                                         | Ленс Крамер      | Роб Лазебник                                     | 11 квітня 2021          | QABF11    | 1,24                 |
| 703               | 19                 | «Panic on the Streets of Springfield» «Паніка на вулицях Спрінґфілда»                  | Метью Настюк     | Тім Лонг                                         | 18 квітня 2021          | QABF12    | 1,31                 |
| 704               | 20                 | «Mother and Child Reunion» «Возз'єднання матері та дитини»                             | Дженніфер Моллер | Дж. Стюарт Бернс                                 | 9 травня 2021           | QABF14    | 1,11                 |
| 705               | 21                 | «The Man from G.R.A.M.P.A.» «Агенти Д.І.Д.»                                            | Майкл Полчіно    | Керолін Омайн                                    | 16 травня 2021          | QABF13    | 1,06                 |
| 706               | 22                 | «The Last Barfighter» «Останній барний боєць»                                          | Тімоті Бейлі     | Ден Веббер                                       | 23 травня 2021          | QABF15    | 1,02                 |

### Сезон 33 (2021—2022)
| № серії (загалом) | № серії (в сезоні) | Назва серії | Режисер(и)       | Сценарист(и)           | Оригінальна дата показу | Код серії | Глядачів у США (млн) |
| ----------------- | ------------------ | --- | ---------------- | ---------------------- | ----------------------- | --------- | -------------------- |
| 707               | 1                  | «The Star of the Backstage» «Зірка залаштунків»                                                                                      | Роб Олівер       | Елізабет Кірнан Аверік | 26 вересня 2021         | QABF17    | 3,48                 |
| 708               | 2                  | «Bart's in Jail!» «Барт у в'язниці!»                                                                                                 | Стівен Дін Мур   | Нік Дахан              | 3 жовтня 2021           | QABF18    | 1,48                 |
| 709               | 3                  | «Treehouse of Horror XXXII» «Будиночок жахів на дереві XXXII»                                                                        | Метью Фонан      | Джон Фрінк             | 10 жовтня 2021          | QABF16    | 3,94                 |
| 710               | 4                  | «The Wayz We Were» «На таких шляхах ми були»                                                                                         | Метью Настюк     | Джоел Коен             | 17 жовтня 2021          | QABF19    | 1,51                 |
| 711               | 5                  | «Lisa's Belly» «Живіт Ліси» | Тімоті Бейлі     | Джульєтта Кауфман      | 24 жовтня 2021          | QABF20    | 1,83                 |
| 712               | 6                  | «A Serious Flanders» «Серйозний Фландерс»                                                                                            | Деббі Махан      | Сезар Мезаріегос       | 7 листопада 2021        | QABF21    | 3,47                 |
| 713               | 7                  | «A Serious Flanders (Part 2)» «Серйозний Фландерс (2 частина)»                                                                       | Метью Фонан      | Сезар Мезаріегос       | 14 листопада 2021       | QABF22    | 1,66                 |
| 714               | 8                  | «Portrait of a Lackey on Fire» «Портрет лакея у вогні»                                                                               | Стівен Дін Мур   | Роб і Джонні Лазебник  | 21 листопада 2021       | UABF01    | 3,97                 |
| 715               | 9                  | «Mothers and Other Strangers» «Матері й інші незнайомці»                                                                             | Роб Олівер       | Ел Джін                | 28 листопада 2021       | UABF02    | 3,61                 |
| 716               | 10                 | «A Made Maggie» «Зроблена Меґґі» | Тімоті Бейлі     | Елізабет Кірнан Аверік | 19 грудня 2021          | UABF03    | 3,9                  |
| 717               | 11                 | «The Longest Marge» «Найдовша Мардж»                                                                                                 | Метью Настюк     | Браян Келлі            | 2 січня 2022            | UABF05    | 2,02                 |
| 718               | 12                 | «Pixelated and Afraid» «Цензуровані та налякані»                                                                                     | Кріс Клементс    | Джон Фрінк             | 27 лютого 2022          | UABF04    | 1,41                 |
| 719               | 13                 | «Boyz N the Highlands» «Хлопці з нагір'я»                                                                                            | Боб Андерсон     | Ден Веббер             | 6 березня 2022          | UABF06    | 1,53                 |
| 720               | 14                 | «You Won't Believe What This Episode Is About — Act Three Will Shock You!» «Ви не повірите, про що ця серія — Третій акт вас шокує!» | Дженніфер Моллер | Крістін Ненґл          | 13 березня 2022         | UABF07    | 1,14                 |
| 721               | 15                 | «Bart the Cool Kid» «Барт — крута дитина»                                                                                            | Стівен Дін Мур   | Раян Кох               | 20 березня 2022         | UABF08    | 1,04                 |
| 722               | 16                 | «Pretty Whittle Liar» «Мила строга ошуканка»                                                                                         | Майкл Полчіно    | Джоел Коен             | 27 березня 2022         | UABF09    | 1,1                  |
| 723               | 17                 | «The Sound of Bleeding Gums» «Звук „Кривавих Ясен“»                                                                                  | Кріс Клементс    | Лоні Стіл Состхенд     | 10 квітня 2022          | UABF10    | 0,95                 |
| 724               | 18                 | «My Octopus and a Teacher» «Мій восьминіг і вчителька»                                                                               | Роб Олівер       | Керолін Омайн          | 24 квітня 2022          | UABF11    | 0,97                 |
| 725               | 19                 | «Girls Just Shauna Have Fun» «Шона просто хоче веселитися»                                                                           | Метью Настюк     | Джефф Вестбрук         | 1 травня 2022           | UABF12    | 1,03                 |
| 726               | 20                 | «Marge the Meanie» «Мардж — паскуда»                                                                                                 | Тімоті Бейлі     | Меган Амрам            | 8 травня 2022           | UABF15    | 0,85                 |
| 727               | 21                 | «Meat Is Murder» «М'ясо — це вбивство»                                                                                               | Боб Андерсон     | Майкл Прайс            | 15 травня 2022          | UABF13    | 1                    |
| 728               | 22                 | «Poorhouse Rock» «Бідняцький рок» | Дженніфер Моллер | Тім Лонг               | 22 травня 2022          | UABF14    | 0,93                 |

### Короткометражки на «Disney+» (з 2021)
| Назва серії | Режисер(и)       | Сценарист(и)                                                                  | Прем'єра на Disney+ |
| --- | ---------------- | ----------------------------------------------------------------------------- | ------------------- |
| «The Force Awakens from Its Nap» «Пробудження Сили від дрімоти» | Девід Сільверман | Ел Джін, Джоел Коен і Майкл Прайс                                             | 4 травня 2021       |
| У далеких-далеких… Спрінґфілдських яслах, Меґґі вирушає на епічні пошуки своєї вкраденої соски. На її шляху зустрічаються маленькі джедаї, лорди ситхів, дроїди, повстанці та завершальна битва проти темної сторони…                                                                          |                  |                                                                               |                     |
| «The Good, the Bart, and the Loki» «Хороший, Барт і Локі» | Девід Сільверман | Джефф Вестбрук, Ел Джін, Елізабет Кірнан Аверік, Джессіка Конрад і Джон Фрінк | 7 липня 2021        |
| Локі виганяють з Асґарда. Він опиняється у Спрінґфілді, де об'єднується з Бартом Сімпсоном… Запрошені зірки: Том Гіддлстон в ролі Локі |                  |                                                                               |                     |
| «The Simpsons in Plusaversary» «Сімпсони у Плюсосвіті» | Девід Сільверман | День Веббер, Ел Джін, Джоел Коен, Джессіка Конрад і Лоні Стіл Состхенд        | 12 листопада 2021   |
| Сімпсони влаштовують вечірку до дня «Disney+», і всі є у списку… крім Гомера. |                  |                                                                               |                     |
| «When Billie Met Lisa» «Коли Біллі зустріла Лісу» | Девід Сільверман | Броті Ґупта, Ел Джін, Елізабет Кірнан Аверік, Сезар Мезаріегос і Девід Міркін | 22 квітня 2022      |
| Коли Ліса шукає тихе місце, щоб потренуватися на саксофоні, дівчинку виявляють лідери хіт-парадів Біллі Айліш і Фіннеас О'Коннелл. Біллі запрошує Лісу до своєї студії на спеціальну джем-сесію, яку вона ніколи не забуде. Запрошені зірки: Біллі Айліш і Фіннеас О'Коннелл в ролі самих себе |                  |                                                                               |                     |
| «Welcome to the Club» «Ласкаво просимо до клубу» | Девід Сільверман | Дж. Стюарт Бернс, Ел Джін, Джоел Коен, Крістін Ненґл і Лоні Стіл Состхенд     | 8 вересня 2022      |
| Серце Ліси налаштоване на те, щоб стати принцесою, але вона з подивом дізнається, що бути поганою може бути веселіше з допомогою кількох діснеївських лиходіїв… |                  |                                                                               |                     |
| «Feliz Navidad» «Щасливого Різдва» | Девід Сільверман | Ел Джін, Джоел Коен, Раян Кох і Девід Міркін                                  | 15 грудня 2022      |
| Гомер дивує Мардж чудовим подарунком: незабутнім виступом від суперзірки італійської опери Андреа Бочеллі, його сина Маттео та дочки Вірджинії. Запрошені зірки: Андреа, Маттео та Вірджинія Бочеллі в ролі самих себе                                                                         |                  |                                                                               |                     |
| «Rogue Not Quite One» «Бунтарці не зовсім Один» | Девід Сільверман | Ден Веббер, Джефф Вестбрук, Ел Джін, Раян Кох і Лоні Стіл Состхенд            | 4 травня 2023       |
| Гомер втрачає з-під виду Меґґі, яка сідає в коляску Ґроґу, щоб вирушити в гіперпросторову пригоду галактикою. Зіткнувшись з ескадрильєю імперських TIE-винищувачів, Меґґі переносить бій у Спрінґфілд…                                                                                         |                  |                                                                               |                     |
| «May the 12th Be With You» «12 травня хай буде з тобою» | Девід Сільверман | Джефф Вестбрук, Ел Джін, Джоел Коен і Девід Міркін                            | 10 травня 2024      |
| У День матері Мардж Сімпсон приєднується до мам «Disney+» на особливій святковій прогулянці, яка перетворюється на епічну галактичну пригоду, наповнену героями, лиходіями та дивовижним старим другом… Запрошені зірки: Сет Мак-Фарлейн у ролі Стьюї Гріффіна                                 |                  |                                                                               |                     |
| «The Most Wonderful Time of the Year» «Найпрекрасніша пора року» | Девід Сільверман | Дж. Стюарт Бернс, Ден Гріні, Броті Ґупта і Ел Джін                            | 11 жовтня 2024      |
| Другий Номер Боб об'єднується з найбільш сумнозвісними лиходіями «Disney+», щоб поділитися справжнім значенням сезона Хелловіну. Запрошені зірки: Келсі Греммер в ролі Другого Номера Боба |                  |                                                                               |                     |

### Сезон 34 (2022—2023)
| № серії (загалом) | № серії (в сезоні) | Назва серії                                                                          | Режисер(и)           | Сценарист(и)                          | Оригінальна дата показу | Код серії | Глядачів в США (млн) |
| ----------------- | ------------------ | ------------------------------------------------------------------------------------ | -------------------- | ------------------------------------- | ----------------------- | --------- | -------------------- |
| 729               | 1                  | «Habeas Tortoise» «Хабеас черепаха»                                                  | Метью Фонан          | Броті Ґупта                           | 25 вересня 2022         | UABF16    | 4,15                 |
| 730               | 2                  | «One Angry Lisa» «Одна розгнівана Ліса»                                              | Метью Настюк         | Джессіка Конрад                       | 2 жовтня 2022           | UABF19    | 1,46                 |
| 731               | 3                  | «Lisa the Boy Scout» «Ліса ― бойскаут»                                               | Тімоті Бейлі         | Ден Гріні                             | 9 жовтня 2022           | UABF21    | 3,43                 |
| 732               | 4                  | «The King of Nice» «Король гарного»                                                  | Деббі Махан          | Джессіка Конрад                       | 16 жовтня 2022          | UABF20    | 1,16                 |
| 733               | 5                  | «Not It» «Не Воно»                                                                   | Стівен Дін Мур       | Сезар Мезаріегос                      | 23 жовтня 2022          | UABF17    | 3,63                 |
| 734               | 6                  | «Treehouse of Horror XXXIII» «Будиночок жахів на дереві XXXIII»                      | Роб Олівер           | Керолін Омайн, Раян Кох і Метт Селман | 30 жовтня 2022          | UABF18    | 3,95                 |
| 735               | 7                  | «From Beer to Paternity» «Від пива до батьківства»                                   | Роб Олівер           | Крістін Ненґл                         | 13 листопада 2022       | OABF01    | 4,77                 |
| 736               | 8                  | «Step Brother from the Same Planet» «Зведений брат з тої ж планети»                  | Метью Фонан          | Ден Веббер                            | 20 листопада 2022       | UABF22    | 1,21                 |
| 737               | 9                  | «When Nelson Met Lisa» «Коли Нельсон зустрів Лісу»                                   | Стівен Дін Мур       | Раян Кох                              | 27 листопада 2022       | OABF02    | 1,53                 |
| 738               | 10                 | «Game Done Changed» «Гру виконано змінено»                                           | Тімоті Бейлі         | Раян Кох                              | 4 грудня 2022           | OABF03    | 1,16                 |
| 739               | 11                 | «Top Goon» «Найкращий громило»                                                       | Кріс Клементс        | Джоел Коен                            | 11 листопада 2022       | OABF04    | 3,42                 |
| 740               | 12                 | «My Life as a Vlog» «Моє влог-життя»                                                 | Деббі Махан          | Джессіка Конрад                       | 1 січня 2023            | OABF05    | 1,02                 |
| 741               | 13                 | «The Many Saints of Springfield» «Багато святих Спрінґфілда»                         | Боб Андерсон         | Ел Джін                               | 19 лютого 2023          | OABF06    | 1,37                 |
| 742               | 14                 | «Carl Carlson Rides Again» «Карл Карлсон знову на коні»                              | Майкл Полчіно        | Лоні Стіл Состхенд                    | 26 лютого 2023          | OABF07    | 1,18                 |
| 743               | 15                 | «Bartless» «Без Барта»                                                               | Роб Олівер           | Джон Фрінк                            | 5 березня 2023          | OABF08    | 0,93                 |
| 744               | 16                 | «Hostile Kirk Place» «Вороже місце Кірка»                                            | Стівен Дін Мур       | Майкл Прайс                           | 12 березня 2023         | OABF09    | 0,77                 |
| 745               | 17                 | «Pin Gal» «Кегельне дівча»                                                           | Кріс Клементс        | Джефф Вестбрук                        | 19 березня 2023         | OABF10    | 0,86                 |
| 746               | 18                 | «Fan-ily Feud» «Фанатська ворожнеча»                                                 | Тімоті Бейлі         | Броті Ґупта                           | 23 квітня 2023          | OABF11    | 1                    |
| 747               | 19                 | «Write Off This Episode» «Спиши цей епізод»                                          | Метью Настюк         | Дж. Стюарт Бернс                      | 30 квітня 2023          | OABF12    | 0,89                 |
| 748               | 20                 | «The Very Hungry Caterpillars» «Дуже голодні гусені»                                 | Ґабріель ДеФранческо | Браян Келлі                           | 7 травня 2023           | OABF14    | 0,82                 |
| 749               | 21                 | «Clown V. Board of Education» «Клоун проти ради з освіти»                            | Ленс Крамер          | Джефф Вестбрук                        | 14 травня 2023          | OABF15    | 0,77                 |
| 750               | 22                 | «Homer's Adventures Through the Windshield Glass» «Пригоди Гомера крізь лобове скло» | Боб Андерсон         | Тім Лонг                              | 21 травня 2023          | OABF13    | 0,87                 |

### Сезон 35 (2023—2024)
| № серії (загалом) | № серії (в сезоні) | Назва серії                                                                                | Режисер(и)           | Сценарист(и)                                 | Оригінальна дата показу | Код серії | Глядачів в США (млн) |
| ----------------- | ------------------ | ------------------------------------------------------------------------------------------ | -------------------- | -------------------------------------------- | ----------------------- | --------- | -------------------- |
| 751               | 1                  | «Homer's Crossing» «Перехрестя Гомера»                                                     | Стівен Дін Мур       | Сезар Мезаріегос                             | 1 жовтня 2023           | OABF18    | 3,58                 |
| 752               | 2                  | «A Mid-Childhood Night's Dream» «Сон ночі середини дитинства»                              | Метью Фонан          | Керолін Омайн                                | 8 жовтня 2023           | OABF16    | 1,17                 |
| 753               | 3                  | «McMansion & Wife» «Маєток і дружина»                                                      | Деббі Махан          | Ден Веббер                                   | 22 жовтня 2023          | OABF20    | 1,06                 |
| 754               | 4                  | «Thirst Trap: A Corporate Love Story» «Пастка для спраглого: корпоративна історія кохання» | Тімоті Бейлі         | Роб Лазебник                                 | 29 жовтня 2023          | OABF21    | 1,12                 |
| 755               | 5                  | «Treehouse of Horror XXXIV» «Будиночок жахів на дереві XXXIV»                              | Роб Олівер           | Джефф Вестбрук, Джессіка Конрад і Ден Веббер | 5 листопада 2023        | OABF17    | 4,64                 |
| 756               | 6                  | «Iron Marge» «Залізна Мардж»                                                               | Метью Фонан          | Майк Скаллі                                  | 12 листопада 2023       | OABF22    | 1,92                 |
| 757               | 7                  | «It's a Blunderful Life» «Це помилкове життя»                                              | Метью Настюк         | Елізабет Кірнан Аверік                       | 19 листопада 2023       | OABF19    | 1,11                 |
| 758               | 8                  | «Ae Bonny Romance» «Один красивий роман»                                                   | Метью Настюк         | Майкл Прайс                                  | 3 грудня 2023           | 35ABF02   | 2,04                 |
| 759               | 9                  | «Murder, She Boat» «Вона перевезла по воді вбивство»                                       | Кріс Клементс        | Броті Ґупта                                  | 17 грудня 2023          | 35ABF04   | 2,08                 |
| 760               | 10                 | «Do the Wrong Thing» «Роби як не треба»                                                    | Роб Олівер           | Джоел Коен                                   | 24 грудня 2023          | 35ABF01   | 6,27                 |
| 761               | 11                 | «Frinkenstein's Monster» «Потвора Фрінкенштейна»                                           | Стівен Дін Мур       | Джоел Коен                                   | 18 лютого 2024          | 35ABF03   | 0,76                 |
| 762               | 12                 | «Lisa Gets an F1» «Ліса отримує „Формулу-1“»                                               | Тімоті Бейлі         | Раян Кох                                     | 25 лютого 2024          | 35ABF05   | 0,87                 |
| 763               | 13                 | «Clan of the Cave Mom» «Клан печерної мами»                                                | Роб Олівер           | Браян Келлі                                  | 24 березня 2024         | 35ABF06   | 0,69                 |
| 764               | 14                 | «Night of the Living Wage» «Ніч живих зарплат»                                             | Кріс Клементс        | Сезар Мезаріегос                             | 7 квітня 2024           | 35ABF07   | 0,83                 |
| 765               | 15                 | «Cremains of the Day» «Прах кремованого дня»                                               | Ґабріель ДеФранческо | Джон Фрінк                                   | 21 квітня 2024          | 35ABF09   | 0,97                 |
| 766               | 16                 | «The Tell-Tale Pants» «Штани виказали»                                                     | Стівен Дін Мур       | Ел Джін                                      | 5 травня 2024           | 35ABF10   | 0,85                 |
| 767               | 17                 | «The Tipping Point» «Чайовий момент»                                                       | Метью Настюк         | Дж. Стюарт Бернс                             | 12 травня 2024          | 35ABF11   | 0,72                 |
| 768               | 18                 | «Bart's Brain» «Мозок Барта»                                                               | Майкл Полчіно        | Ден Веббер                                   | 19 травня 2024          | 35ABF12   | 0,62                 |

### Сезон 36 (2024—2025)
| № серії (загалом) | № серії (в сезоні) | Назва серії | Режисер(и)                                        | Сценарист(и)                           | Оригінальна дата показу  | Код серії       | Глядачів в США (млн) |
| ----------------- | ------------------ | --- | ------------------------------------------------- | -------------------------------------- | ------------------------ | --------------- | -------------------- |
| 769               | 1                  | «Bart's Birthday» «День народження Барта»                                                                                         | Роб Олівер                                        | Джессіка Конрад                        | 29 вересня 2024          | 35ABF15         | 1,08                 |
| 770               | 2                  | «The Yellow Lotus» «Жовтий лотос»                                                                                                 | Метью Фонан                                       | Лоні Стіл Состхенд                     | 6 жовтня 2024            | 35ABF08         | 0,89                 |
| 771               | 3                  | «Desperately Seeking Lisa» «Відчайдушно шукаю Лісу»                                                                               | Метью Настюк                                      | Тім Лонг                               | 20 жовтня 2024           | 35ABF18         | 2,02                 |
| 772               | 4                  | «Shoddy Heat» «Жар паскуди» | Ґабріель ДеФранческо                              | Джефф Вестбрук                         | 27 жовтня 2024           | 35ABF16         | 0,98                 |
| 773               | 5                  | «Treehouse of Horror XXXV» «Будиночок жахів на дереві XXXV»                                                                       | Тімоті Бейлі                                      | Роб Лазебник, Ден Веббер і Метт Селман | 3 листопада 2024         | 35ABF13         | 3,18                 |
| 774               | 6                  | «Women in Shorts» «Жінки в короткометражках»                                                                                      | Ерік Кеніг                                        | Крістін Ненґл                          | 10 листопада 2024        | 35ABF17         | 0,83                 |
| 775               | 7                  | «Treehouse of Horror Presents: Simpsons Wicked This Way Comes» «„Будиночок жахів на дереві“ представляє: Лихі Сімпсони насувають» | Деббі Махан                                       | Джессіка Конрад                        | 24 листопада 2024        | 35ABF14         | 2,69                 |
| 776               | 8                  | «Convenience Airways» «Зручні авіалінії»                                                                                          | Роб Олівер                                        | Лоні Стіл Состхенд                     | 8 грудня 2024            | 36ABF01         | 1,7                  |
| 777               | 9                  | «Homer and Her Sisters» «Гомер та її сестри»                                                                                      | Метью Настюк                                      | Нік Дахан                              | 8 грудня 2024            | 36ABF03         | 1,47                 |
| 778—779           | 10—11              | «O C'mon All Ye Faithful» «Давайте, вірні»                                                                                        | Деббі Махан (1 частина) та Метью Фонан(2 частина) | Керолін Омайн                          | 17 грудня 2024 (Disney+) | 35ABF21-35ABF22 | N/A                  |
| 780               | 12                 | «The Man Who Flew Too Much» «Людина, що літала надто багато»                                                                      | Стівен Дін Мур                                    | Ел Джін                                | 22 грудня 2024           | 36ABF02         | 0,91                 |
| 781               | 13                 | «Bottle Episode» «Пляшкова серія»                                                                                                 | Ґабріель ДеФранческо                              | Роб і Джонні Лазебник                  | 29 грудня 2024           | 36ABF04         | 3,31                 |
| 782               | 14                 | «The Past and the Furious» «Минуле та лють»                                                                                       | Майкл Полчіно                                     | Роб Лазебник                           | 12 лютого 2025 (Disney+) | 35ABF19         | N/A                  |
| 783               | 15                 | «The Flandshees of Innersimpson» «Фландші внутрішнього Сімпсона»                                                                  | Кріс Клементс                                     | Ден Веббер                             | 30 березня 2025          | 36ABF05         | 0,62                 |
| 784               | 16                 | «The Last Man Expanding» «Останній розширений чоловік»                                                                            | Тімоті Бейлі                                      | Дж. Стюарт Бернс                       | 6 квітня 2025            | 36ABF06         | 0,69                 |
| 785               | 17                 | «P.S. I Hate You» «P.S. Я ненавиджу тебе»                                                                                         | Майкл Полчіно                                     | Сезар Мезаріегос                       | 13 квітня 2025           | 36ABF07         | 0,59                 |
| 786               | 18                 | «Yellow Planet» «Жовта планета»                                                                                                   | Тімоті Бейлі                                      | Дж. Стюарт Бернс                       | 22 квітня 2025 (Disney+) | 35ABF20         | N/A                  |
| 787               | 19                 | «Abe League of Their Moe» «Їхнього Мо ліга Ейба»                                                                                  | Роб Олівер                                        | Джоел Коен                             | 27 квітня 2025           | 36ABF08         | 0,73                 |
| 788               | 20                 | «Stew Lies» «Тушкована брехня» | Деббі Махан                                       | Броті Ґупта                            | 4 травня 2025            | 36ABF09         | 0,63                 |
| 789               | 21                 | «Full Heart, Empty Pool» «Повне серце, порожній басейн»                                                                           | Кріс Клементс                                     | Джефф Вестбрук                         | 11 травня 2025           | 36ABF10         | 0,69                 |
| 790               | 22                 | «Estranger Things» «Чужі дива» | Метью Настюк                                      | Тім Лонг                               | 18 травня 2025           | 36ABF11         | 0,54                 |

### Сезон 37 (2025—2026)
| № серії (загалом) | № серії (в сезоні) | Назва серії                                                              | Режисер(и)                                           | Сценарист(и)                         | Код серії       |
| ----------------- | ------------------ | ------------------------------------------------------------------------ | ---------------------------------------------------- | ------------------------------------ | --------------- |
| Буде оголошено    | Буде оголошено     | «Men Behaving Manly» «Чоловіки поводяться мужньо»                        | Стівен Дін Мур                                       | Джон Фрінк                           | 36ABF12         |
| Буде оголошено    | Буде оголошено     | «Keep Chalm and Gary On» «Зберігайте Чалмерса і продовжуйте»             | Буде оголошено                                       | Крістін Ненґл                        | 36ABF14         |
| Буде оголошено    | Буде оголошено     | «Treehouse of Horror XXXVI» «Будиночок жахів на дереві XXXVI»            | Метью Фонан                                          | Майкл Прайс, Броті Ґупта і Ден Гріні | 36ABF15         |
| Буде оголошено    | Буде оголошено     | «Bad Boys… for Life?» «Погані хлопці… назавжди?»                         | Ерік Кеніг                                           | Ел Джін                              | 36ABF17         |
| Буде оголошено    | Буде оголошено     | «Extreme Makeover: Homer Edition» «Повне перевтілення. Гомер за тиждень» | Метью Настюк (1 частина) та Тімоті Бейлі (2 частина) | Майкл Прайс і Нік Дахан              | 36ABF20-36ABF21 |
| Буде оголошено    | Буде оголошено     | «Yellow Mirror» «Жовте дзеркало»                                         | Метью Фонан                                          | Керолін і Кай Омайн                  | 36ABF22         |
| Буде оголошено    | Буде оголошено     | «The Day of the Jack-Up» «День домкрата»                                 | Буде оголошено                                       | Буде оголошено                       | 37ABF01         |
| Буде оголошено    | Буде оголошено     | «Parahormonal Activity» «Парагормональне явище»                          | Буде оголошено                                       | Лоні Стіл Состхенд                   | 37ABF03         |
| Буде оголошено    | Буде оголошено     | «Guess Who's Coming to Skinner» «Вгадай, хто прийде до Скіннера»         | Роб Олівер                                           | Джон Фрінк                           | 37ABF04         |
| Буде оголошено    | Буде оголошено     | «MultipLISAty» «БагатоЛІСА»                                              | Буде оголошено                                       | Буде оголошено                       | 37ABF05         |
| Буде оголошено    | Буде оголошено     | «¡The Fall Guy-Yi-Yi!» «Каска-ай-ай-дер!»                                | Буде оголошено                                       | Буде оголошено                       | 37ABF06         |
| Буде оголошено    | Буде оголошено     | «Seperance» «Розлука»                                                    | Буде оголошено                                       | Буде оголошено                       | 37ABF07         |
| Буде оголошено    | Буде оголошено     | «Bart and Frink» «Барт і Фрінк»                                          | Буде оголошено                                       | Буде оголошено                       | Буде оголошено  |
| Буде оголошено    | Буде оголошено     | «The Beautiful Shame» «Прекрасний сором»                                 | Буде оголошено                                       | Буде оголошено                       | Буде оголошено  |
| Буде оголошено    | Буде оголошено     | «Marge and Homer and Moe and Maya» «Мардж і Гомер і Мо і Мая»            | Буде оголошено                                       | Ел Джін                              | Буде оголошено  |